# Свибовец Подравски
Свибовец Подравски је насељено место у саставу општине Срачинец у Вараждинској жупанији, Хрватска. До територијалне реорганизације у Хрватској налазио се у саставу старе општине Вараждин.

## Становништво
На попису становништва 2011. године, Свибовец Подравски је имао 945 становника.

## Попис1991.
На попису становништва 1991. године, насељено место Свибовец Подравски је имало 957 становника, следећег националног састава:
| Попис 1991.‍  | Попис 1991.‍  | Попис 1991.‍ | Попис 1991.‍ | Попис 1991.‍ |
| ------------ | ------------ | ----------- | ----------- | ----------- |
|              |              |             |             |             |
| Хрвати       | Хрвати       |             | 932         | 97,38%      |
| Словенци     | Словенци     |             | 3           | 0,31%       |
| Роми         | Роми         |             | 2           | 0,20%       |
| Румуни       | Румуни       |             | 2           | 0,20%       |
| Срби         | Срби         |             | 2           | 0,20%       |
| неопредељени | неопредељени |             | 12          | 1,25%       |
| непознато    | непознато    |             | 4           | 0,41%       |
| укупно: 957  |              |             |             |             |